# 长尾粉背蕨
长尾粉背蕨（学名：Aleuritopteris michelii）为中国蕨科粉背蕨属下的一个种。

## 扩展阅读
- 維基物種上的相關：长尾粉背蕨